# Rosa Balcells i Llastarry
Rosa Balcells i Llastarry (Barcelona, 28 de març del 1914 - 9 de novembre del 1997) va ser una arpista i professora d'arpa catalana.

## Biografia
Filla de Joan Balcells i Garcia, compositor i fundador de        l'Orfeó Gracienc; i germana de Maria Teresa Balcells i Llastarry, pianista i professora. Va encetar els estudis de música amb el seu pare. Posteriorment, va estudiar durant 5 anys a l'Escola Municipal de Música amb Frederic Alfonso, amb qui estudia solfeig i harmonia, Margarida Orfila i Dolors Sánchez, amb qui estudia arpa. L’any 1927, va anar a estudiar a l'École Normale de Músique de Paris, on va accedir gràcies a una beca extraordinària de la Fundació Maria Patxot i Rabell. En els dos anys de la seva estada parisenca s'especialitzà en l'arpa, i tingué mestres com Michelline Kahn, Heitor Villa-Lobos, Georg Dandelet i Vincent d'Indy.
Després de finalitzar els seus estudis, va tornar a Catalunya on Pau Casals la feu debutar a la seva Orquestra, l’any 1930, com a arpista solista, amb gires arreu de Catalunya i Espanya. També tocà a la Banda Municipal de Barcelona, i continuà fent-ho com a solista o acompanyant la resta de la seva vida.
Durant els anys 30 va ser professora d'arpa de la prestigiosa Acadèmia Marshall, i acabada la guerra civil, ocupà la càtedra d'arpa del Conservatori Superior Municipal de Música de Barcelona (1940 al 1984). Els seus ensenyaments originaren una Escola Catalana Moderna d'Arpa, amb una nova manera d'interpretar l’instrument. Amb Maria Lluïsa Ibàñez i María Luisa Sánchez creà l’any 1975 el primer trio d'arpes espanyol. El 1994, dins el marc de l'Associació Catalana d'Arpistes, que fundà i presidí l’any 1989, es constituí el "Quartet d'Arpes Rosa Balcells" en homenatge seu. Aquest grup –amb diverses formacions– actua des d'aleshores, amb nombrosos concerts a Catalunya i a l'estranger, i de vegades ha comptat fins amb dotze arpes.
Finalment, mor l’any 1997, deixant un llegat per als intèrprets d'arpa. L'any 2014 es va fer una commemoració del centenari del seu naixement, organitzada per l'Associació Catalana d'Arpistes, grup que produí el documental Quan sents l'arpa, Rosa Balcells 1914-1997.

## Enregistrament
- De Cabezón, Antonio i altres. Música a la cort. segle XVI, Carme Bustamante, Montserrat Torrent, Carles Santos i Rosa Balcells. Edigsa AZ-70/04, 1973, LP.